# Добкин, Аркадий Михайлович
Добкин, Аркадий Михайлович (род. 1960) — крупный американский предприниматель белорусского происхождения. В 2023 вошёл в пятерку лидеров в рейтинге «ТОП-100 успешных бизнесменов Беларуси» (впервые был включен в рейтинг 200 самых успешных и влиятельных бизнесменов Беларуси в 2011 году). Основатель, исполнительный директор (CEO), президент, председатель совета директоров EPAM Systems, американской компании, являющейся мировым разработчиком цифровых решений c полным спектром услуг, «включая консалтинг, дизайн и разработку сложных платформ в различных индустриях».
Компания зарегистрирована в реестре резидентов Парка высоких технологий Беларуси (ПВТ)  под № 1 (2006 год) и имеет офисы более, чем в 50 странах мира.
Акции EPAM Systems торгуются на Нью-Йоркской фондовой бирже (NYSE) под тикером EPAM с 2012 года. В 2021 году компания была включена в индекс S&P 500.
В 2021 году СМИ РБ опубликовали ответ Аркадия на высказывание о возможной причастности к финансированию протестов в Беларуси: все финансовые операции публичной компании ЕРАМ и её руководителей проходят многочисленные аудиты, а ответственность перед сотрудниками, клиентами и инвесторами «никогда не позволяла предпринимать необдуманные и неправомерные шаги». В том же 2021 высказал предположение, что из Беларуси выехало около 10-15% людей из ИТ-индустрии.
В 2022 году в связи с началом вторжения России в Украину, EPAM объявила о закрытии российского офиса, офисы в Беларуси и Украине продолжают работать, на 2024 год планов об их закрытии не было.

## Биография
Родился в 1960 году в Минске. Учился в школе № 50 с математическим уклоном. В 1983 окончил Белорусский национальный технический университет по специальности «инженер электротехники». В 1991 году эмигрировал в США. В 1993 году совместно с Леонидом Лознером основал EPAM Systems, компания отметила 30-летие в 2023 году. Женат, две дочери.
Аркадий Добкин неоднократно включался в рейтинги, составляемые ведущими мировыми изданиями (CRN и Consulting Magazine), как IT-консультант и руководитель компаний.
В 2023 году вошёл в десятку лидеров рейтинга «ТОП-100 успешных бизнесменов Беларуси», а в 2021 году назван Человеком года по мнению читателей портала Dev.by. Был победителем национального этапа международной премии Ernst & Young (29) «Предприниматель года» в 2014 и 2016, в 2014 году также признан лучшим в номинации «Международный бизнес». В 2021 награждён премией GLOBSEC за деловое лидерство, а также признан одним из самых уважаемых генеральных директоров по версии Philadelphia Business Journal.